# Hakea cinerea
Hakea cinerea (лат.) — кустарник, вид рода Хакея (Hakea) семейства Протейные (Proteaceae), произрастающий вдоль южного побережья Западной Австралии в округе Голдфилдс-Эсперанс. Эффектный декоративный вид с кремово-белыми цветами, становящимися позже оранжевыми, и с контрастными пепельно-серыми и серо-зелёными листьями.

## Ботаническое описание

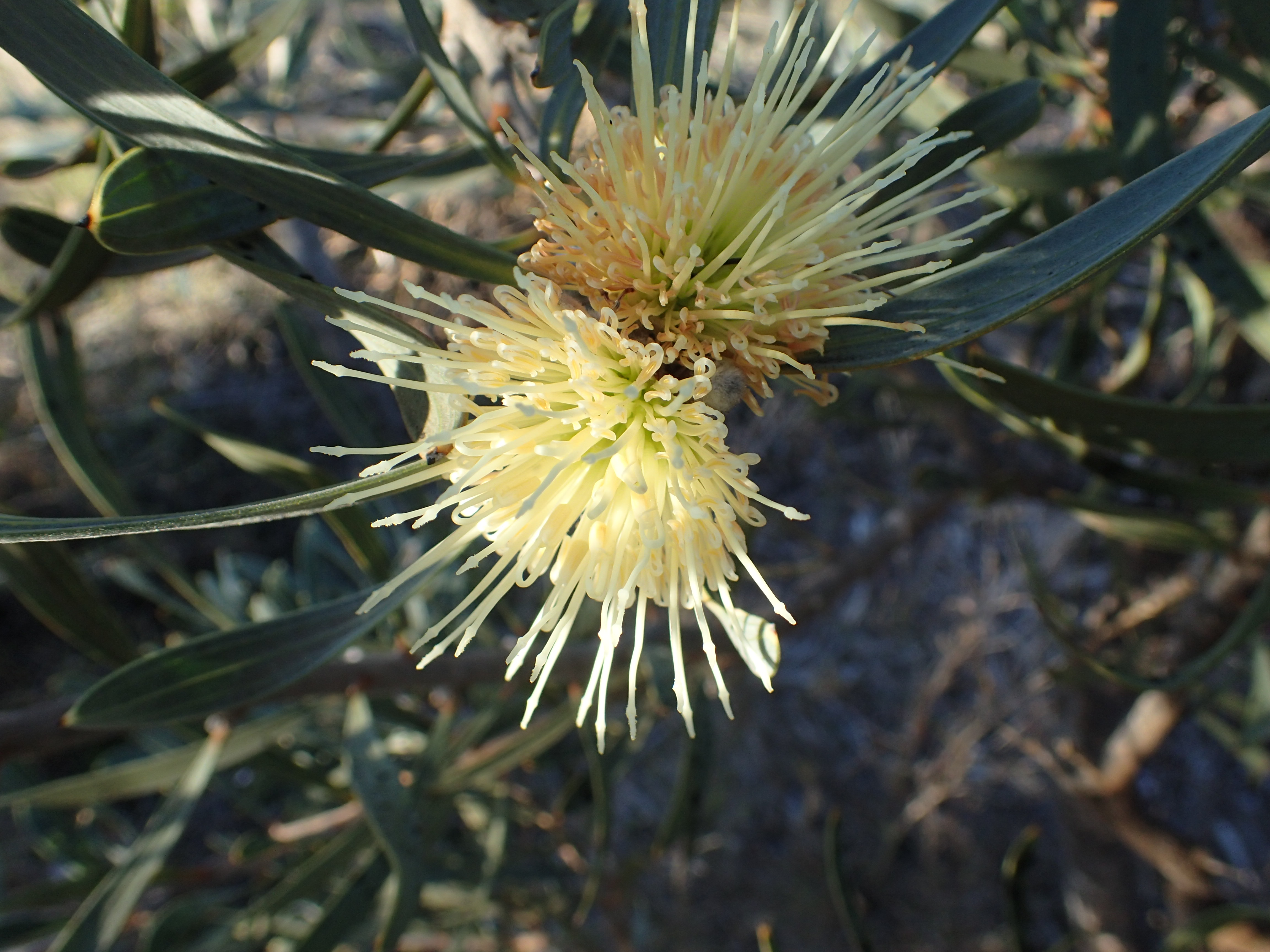
Цветы H. cinerea.

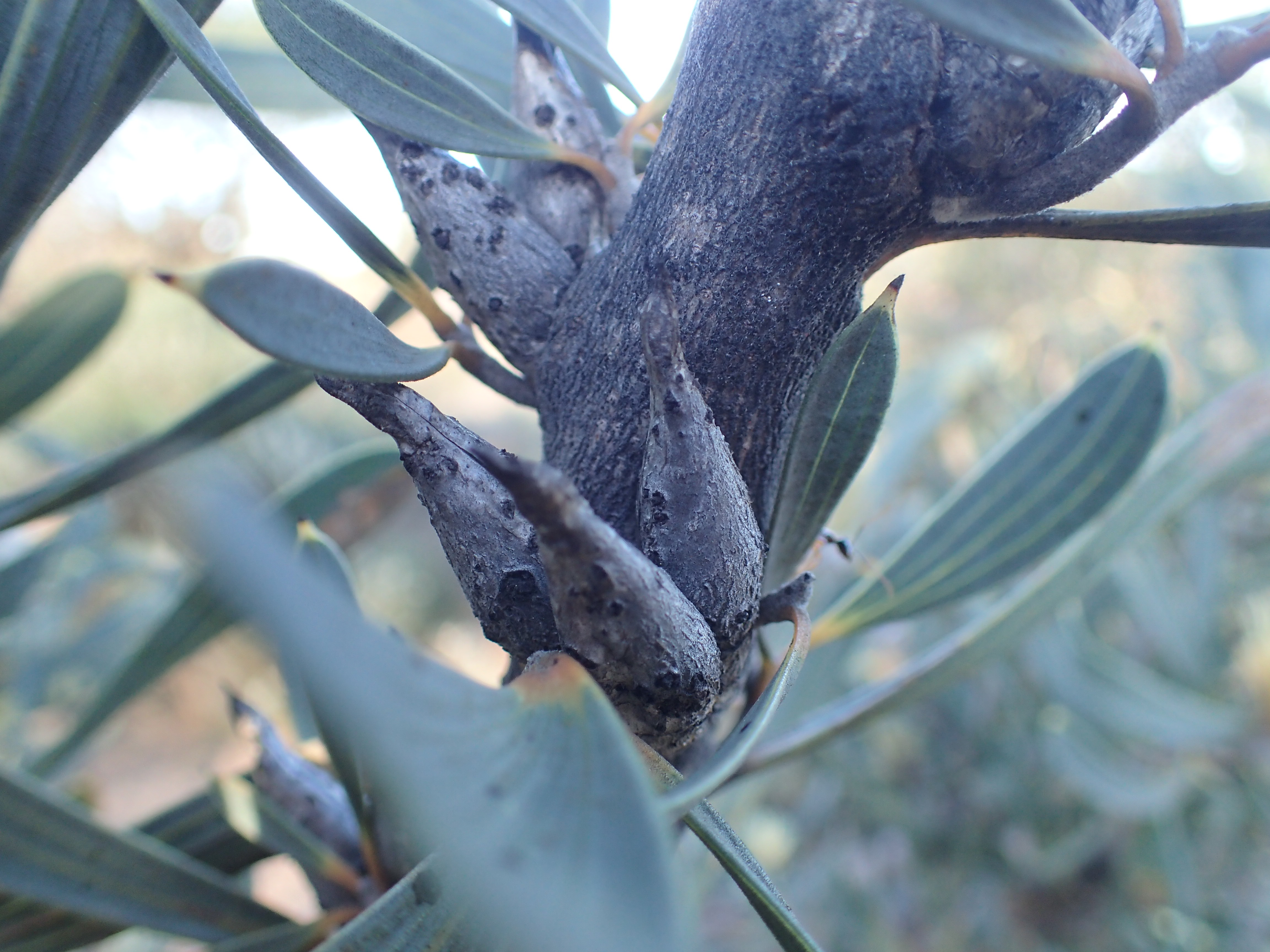
Плоды H. cinerea.

Hakea cinerea — округлый, жёсткий кустарник высотой от 0,7 до 2,5 м с восходящими ветвями. Соцветие состоит из 40—56 крупных эффектных кремово-белых и жёлтых цветков, становящихся оранжевыми со временем в скоплениях в пазухах листьев. Цветёт с августа по ноябрь. Гладкие цветоножки имеют длину 4—6 мм. Стиль 22—23 мм в длину. Привлекательные жёсткие сине-серые листья округлые, длиной 6—16 см и шириной 8—18 мм, сужающиеся к тупой точке на вершине. Листья жёлтые у основания с 3 выпуклыми серо-зелёными продольными жилками, 1—3 сверху и 3—6 снизу. Маленькие узкие плоды имеют слегка шероховатую поверхность и растут прямо в группах по 1—5 в пазухах листьев: 2,2—2,5 см  в длину и 0,6—0,9 мм в ширину.

## Таксономия
Вид Hakea cinerea был впервые официально описан шотландским ботаником Робертом Броуном в Transactions of the Linnean Society of London в 1810 году. Видовое название cinerea — от древнегреческого cinereus, означающих «пепел», «пепельный цвет» или «пепельный», что связано с окраской листвы.

## Распространение и местообитание
H. cinerea встречается от Равенсторпа до Эсперанс и залива Израилитов. Описан также в Пойнт-Калвер на западной оконечности Большого австралийского залива. Растёт в хорошо дренированных и солнечных местах, предпочитает низменные глубокие пески, гравийные почвы или низкие кустарники. Декоративный вид, подходящий как укрытие от ветров и для обитания диких животных.

## Охранный статус
Вид Hakea cinerea классифицируется как «не угрожаемый» Департаментом парков и дикой природы правительства Западной Австралии.